# Rhipidia cytherea
Rhipidia cytherea är en tvåvingeart som först beskrevs av Alexander 1942.  Rhipidia cytherea ingår i släktet Rhipidia och familjen småharkrankar.
Artens utbredningsområde är Peru. Inga underarter finns listade i Catalogue of Life.